# Velká zvonice lávry
Velká zvonice lávry (ukrajinsky Велика Лаврська дзвіниця, rusky Большая Лаврская колокольня, anglicky Great Lavra Bell Tower), celým názvem Velká zvonice katedrály Nanebevzetí Panny Marie, je neoklasicistní zvonice, dominanta pravoslavného klášterního komplexu v Kyjevě, hlavním městě Ukrajiny. Postavena byla v letech 1731–1745 a stala se tehdy nejvyšší volně stojící zvonicí na světě; v nejzazším bodě sahá do výšky až 96,5 metrů. Navrhl ji německý barokní architekt Gottfried J. Schädel. Designem této stavby se nechali inspirovat architekti nejvyšší budovy v zemi postavené v roce 2012, Carnegie Center Tower (168 m).
Jde o architektonickou památku národního významu. Klášter – Kyjevskopečerská lávra, k němuž zvonice patří, je zapsán na Seznamu světového dědictví UNESCO.

## Původní zvonice
Původní klášterní zvonice byla dřevěná, vícepatrová, v 16. století opatřená železnými hodinami, jejichž bití bylo možné slyšet na značnou vzdálenost. Viselo v ní celkem osm zvonů (pět velkých, tři malé). Náležela k ní ještě jedna nižší zvonice postavená speciálně pro velký zvon odlitý v roce 1613. Obě stavby byly vážně poškozeny při požáru v roce 1718.

## Dnešní zvonice

### Výstavba
Zvonici navrhl německý barokní architekt Gottfried Johann Schädel. Výstavba byla zahájena v roce 1731, ale doprovázela ji řada komplikací, kvůli kterým se značně protáhla, a sice do roku 1745. Na starost ji mělo na 28 dělníků a mistrů, ale v některých letech pouze 12. Potýkala se s nedostatkem finančních prostředků nebo stavebních materiálů. Situaci ještě zhoršilo zemětřesení v roce 1741, kvůli kterému se na zdech rozestavěné zvonice objevily první praskliny a bylo nutné stavbu urychlit.

### Popis
Je to cihlová osmiboká čtyřpatrová věž s pozlacenou kupolí, ukončená rovněž zlaceným a 3,75 metrů vysokým křesťanským křížem, díky kterému atakuje výšku 96,52 metrů. Základy ze žulových desek sahají do hloubky větší než 7 metrů. Přízemní část (podnož), tedy nejnižší úroveň věže, má průměr 28,8 metrů a tloušťku stěn 8 metrů. Věž je ozdobena mnoha architektonickými sloupy: nad podnoží nejprve 32 dórskými sloupy (osmkrát po čtyřech, mezi okny) a v úchytu vrstvy je vlys s krajkovými triglyfy a metópa zdobená květinovými růžicemi, na třetí úrovni 16 iónskými sloupy a na čtvrté 8 korintskými sloupy (přesněji osm zkompletovaných sloupů po třech, tj. celkem 24) se zlacenými dvouhlavými orly s rozpětím křídel 2,5 metru. Každá vyšší úroveň je užší než průměr té spodní, na které stojí. První patro se zvedá do výšky 12,44 metrů, druhé 16,15 metrů, třetí 17,98 metrů a poslední čtvrté do výšky 22,42 metrů, každé z nich má svou vlastní výzdobu a účel. Stropy jsou klenuté, zděné konstrukce vyztuženy železnými táhly a kotvami. Stěny zvonice jsou natřeny žlutě, řádové prvky a orámování bíle, dekorativní detaily vlysů modře. Na stavbu bylo spotřebováno téměř pět milionů cihel různých tvarů a velikostí (přesně asi 4 964 000).
Zvonice byla postavena v roce 1745 a za více než 250 let své existence musela být nesčetněkrát opravována či restaurována, o čemž svědčí i letopočty nad jejím vchodem:
- 1782 – generální oprava s pozlacením
- 1825 –  zhotovena kompletní nová omítka
- 1879 a 1895 – běžné pravidelné opravy
- 1894 – původní kovové vstupní dveře nahrazeny novými, avšak identickými, vyrobenými v ateliéru F. Walkera
- 1919 až 1920 – zvonice byla poškozena střelami a musela být opravována
- 1941 – zvonice byla poškozena při výbuchu nedaleko ležící katedrály, opravy trvaly 20 let
- 1947 až 1949 – opravena střecha, nové schodiště
- 1957 až 1962 – opraveny některé prvky konstrukce, restaurována fasádní výzdoba, schodiště, oplocení, vyhlídkové patro, zlacení (použito 3,275 kg zlata)
- 1976 až 1980 – opravená a znovu natřená fasáda
- 1996 až 1999 –  opravená a znovu natřená fasáda (původní bílou barvou, ozdobné prvky modrou).

Počátkem roku 2010 došlo k posledním kompletním opravám, během nichž bylo zpevněno zdivo sloupů a říms, a některé kovové nosníky vyztuženy. Zrekonstruován byl také kříž zvonice.

#### Vyhlídka
Ve třetím patře je k dispozici vyhlídka, která je od března 2015, po celkem 10 letech (z toho pět let se nacházela v nevyhovujícím stavu a dalších pět let trvala oprava), znovu zpřístupněna turistům. Vchod do věže se nachází na východní straně a na vyhlídkové patro se lze dostat pouze pěšky, přičemž je potřeba zdolat nejméně 174 schodů – 150 dřevěných, 24 betonových. Až na samotný vrchol vede celkem asi 374 schodů. Otevřena je každý den od 9.30 do 17.00 hodin. K roku 2015 činilo vstupné 35 UAH, pro studenty nebo důchodce 15 UAH.
Nabízí panoramatický rozhled na Kyjev z ptačí perspektivy. Za příznivého počasí lze vidět do vzdálenosti 25–30 km. Směrem na sever a severozápad nelze přehlédnout Chrám svaté Sofie (případně Žofie), Chrám svatého Michala, Národní umělecké muzeum Ukrajiny, Mariinský palác či Dům s chimérami. Na západ kupříkladu Římskokatolickou katedrálu svatého Mikuláše, Kyjevskou pevnost (historický památkový komplex ruského opevnění) a řadu mrakodrapů, nejvyšších budov v zemi; Carnegie Center Tower, Jack House, Parus Business Center či Gulliver. Při pohledu na jih lze spatřit například monumentální, společně s podstavcem 102 metry vysokou sochu z nerez oceli nazvanou Památník vlasti, nebo jeden z nejstarších klášterů ve městě Vydubycký monastýr.

#### Zvony
Dříve bylo ve třetím patře zavěšeno několik zvonů, které však byly odstraněny. Kupříkladu v roce 1786 nesly masivní dřevěné trámy 10 zvonů, ale mohlo jich zde být až 13. Původní hlavní zvon Успенський („Nanebevzetí“) měl celkovou hmotnost jednu tunu a byl odlit v roce 1732. Nechal jej zhotovit Ivan Fjodorovič Motorin (1660–1735), syn Fjodora Dmitrijeviče Motorina (1630–1688), jehož věhlasná továrna vyráběla zvony pro mnoho moskevských klášterů a kostelů.
Z 18. století se zachovaly pouze tři malé zvony, pojmenované např. Безіменний („Bezejmenný“) nebo Вознесенський („Nanebevstoupení“). V roce 2014 bylo třetí patro doplněno o sedmitunový zvon nesoucí název Всіх Святих („Všichni svatí“). Dnes jich je zde zavěšeno celkem asi devět.

#### Hodiny
První hodinové zvonkohry byly zavedeny v roce 1744. Instaloval je mistr Pavel Čerňavský a vydržely 14 let. Nyní jsou v posledním čtvrtém patře umístěny celkem 4,5 tunové bicí hodiny kyvadlového typu vyrobené v roce 1903, bez ciferníků (původně měly být čtyři 2,5 metrové černé ciferníky s pozlacenými čísly a ručičkami, ale tento návrh nakonec neprošel). Tyto hodiny se od své instalace v prosinci 1913 zastavily pouze jednou. Stalo se tak v září 1941, kdy byla nedaleko ležící katedrála (Nanebevzetí Panny Marie) zničena silnou explozí armádními silami během druhé světové války. Po opravách, které byly kompletně hotové až v roce 1961, přičemž hodiny začaly fungovat již v září 1947, se už poté nikdy neporouchaly. Mechanismus hodin je velmi přesný, ale ovlivnit jejich funkčnost mohou méně příznivé podmínky. Přesnost je tedy dána ročním obdobím: v zimě je jejich chod pomalejší. Hodiny odbíjí každou čtvrthodinu a jejich stroj se jednou týdně přetáčí.

## Galerie

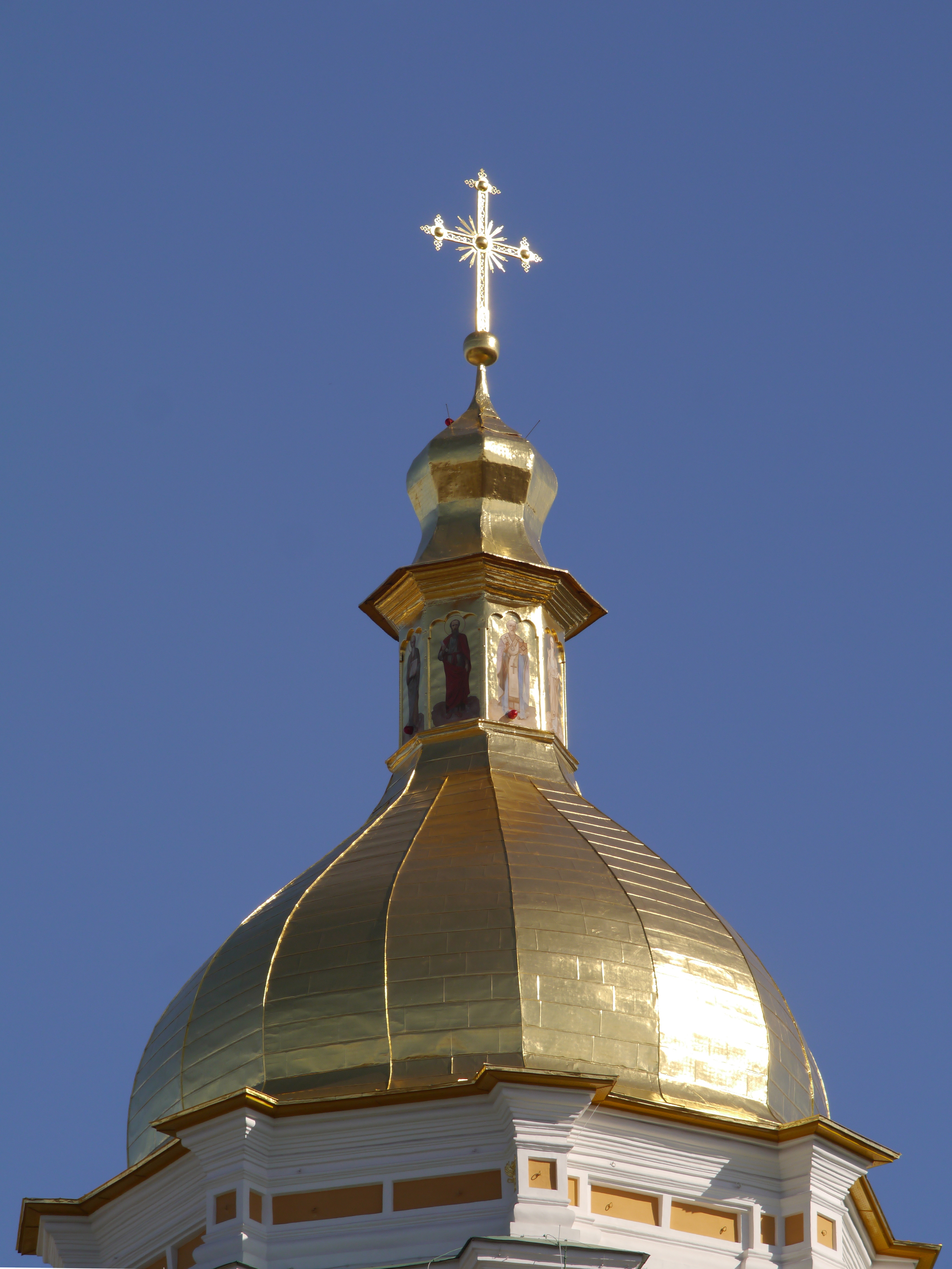
Detail kupole
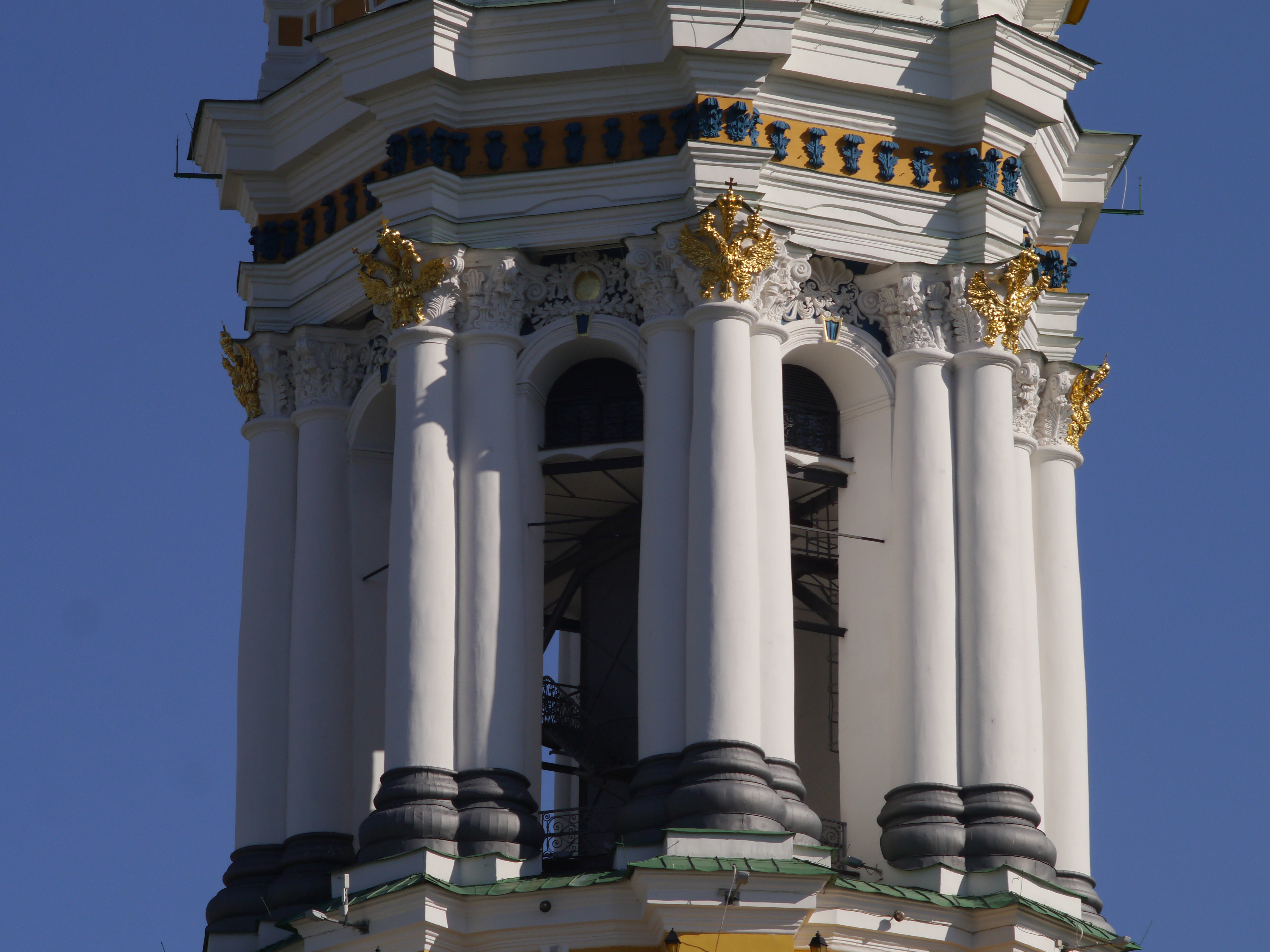
Detail sloupů čtvrté úrovně
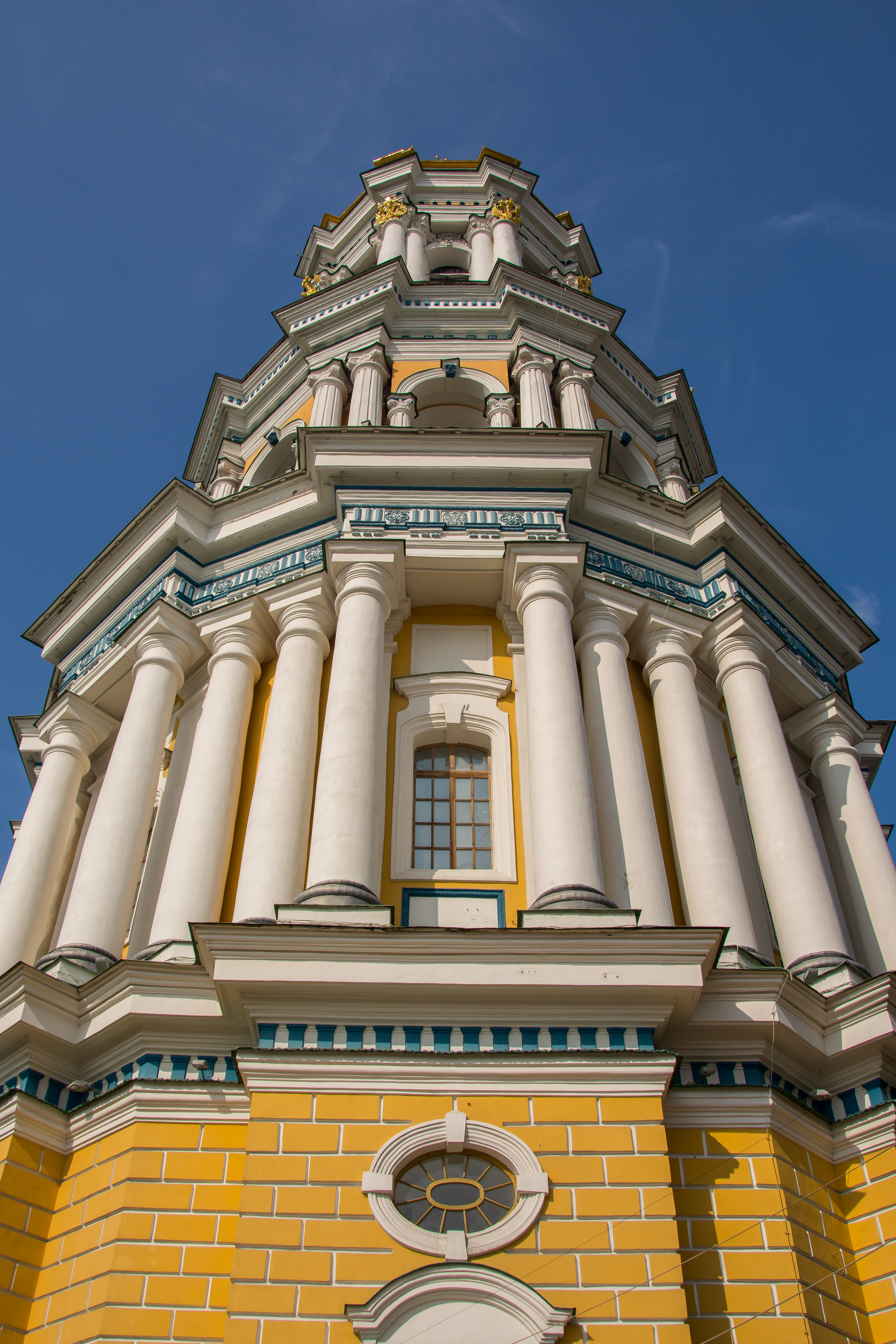
Pohled od země
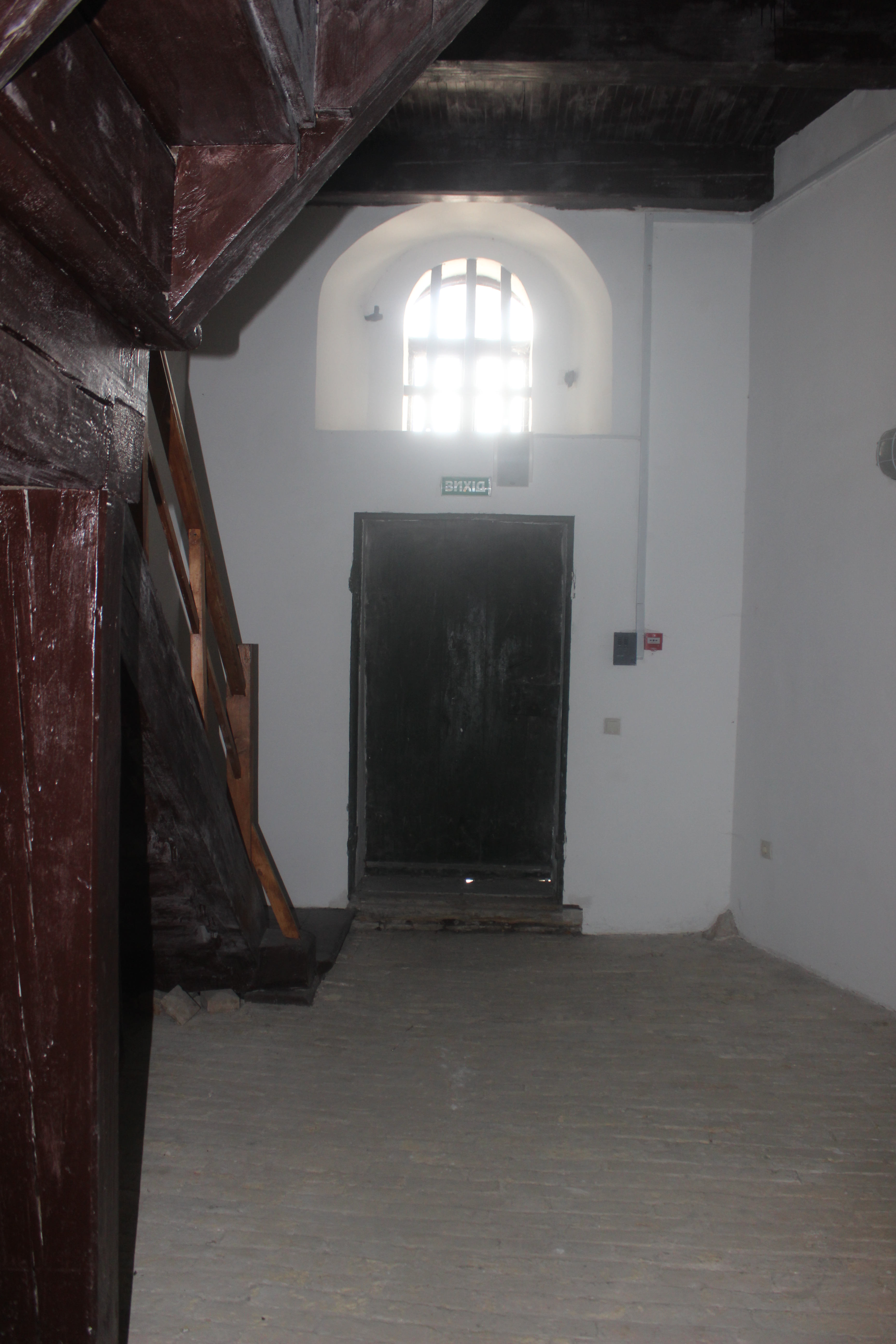
Interiér
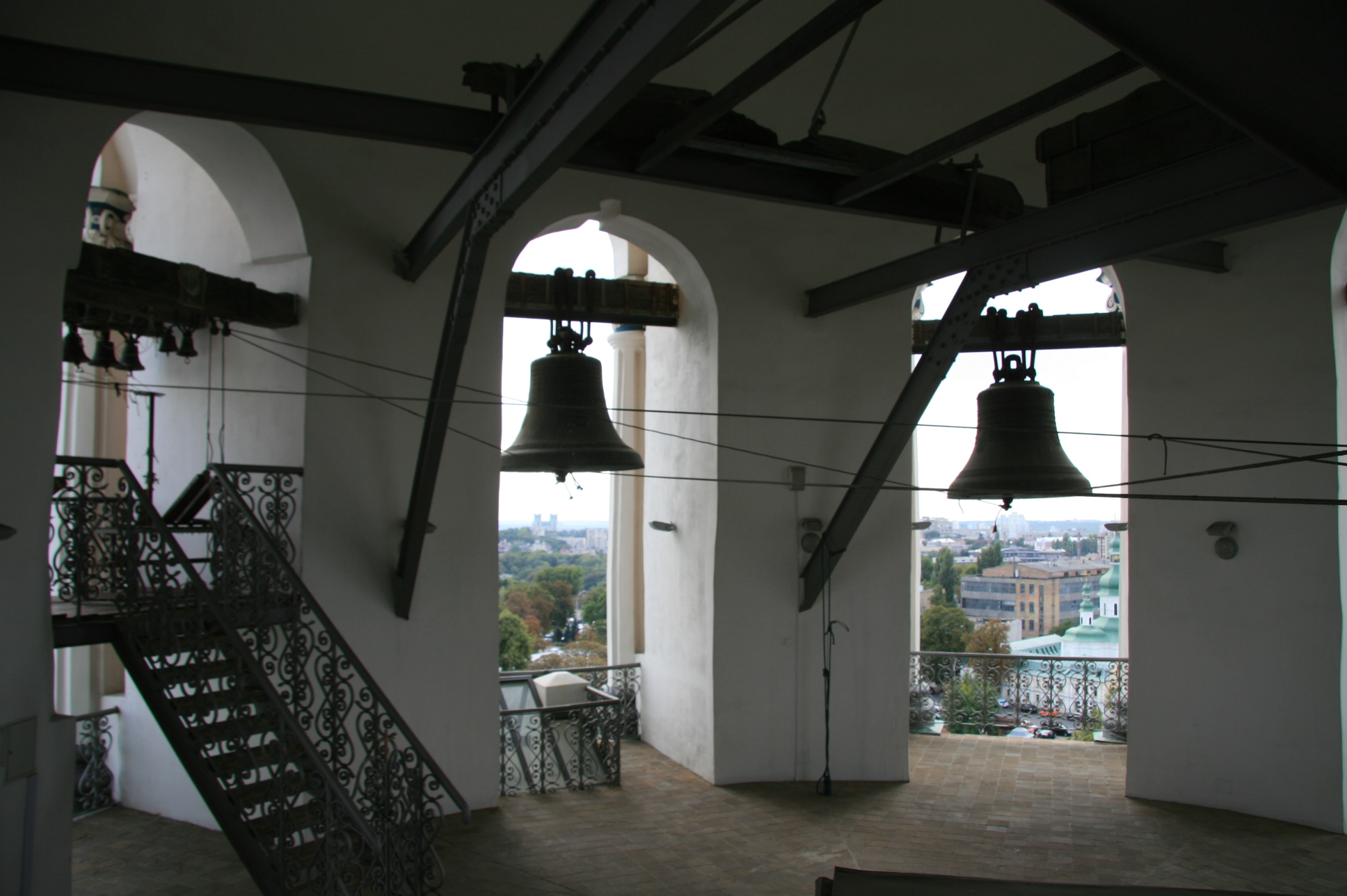
Interiér
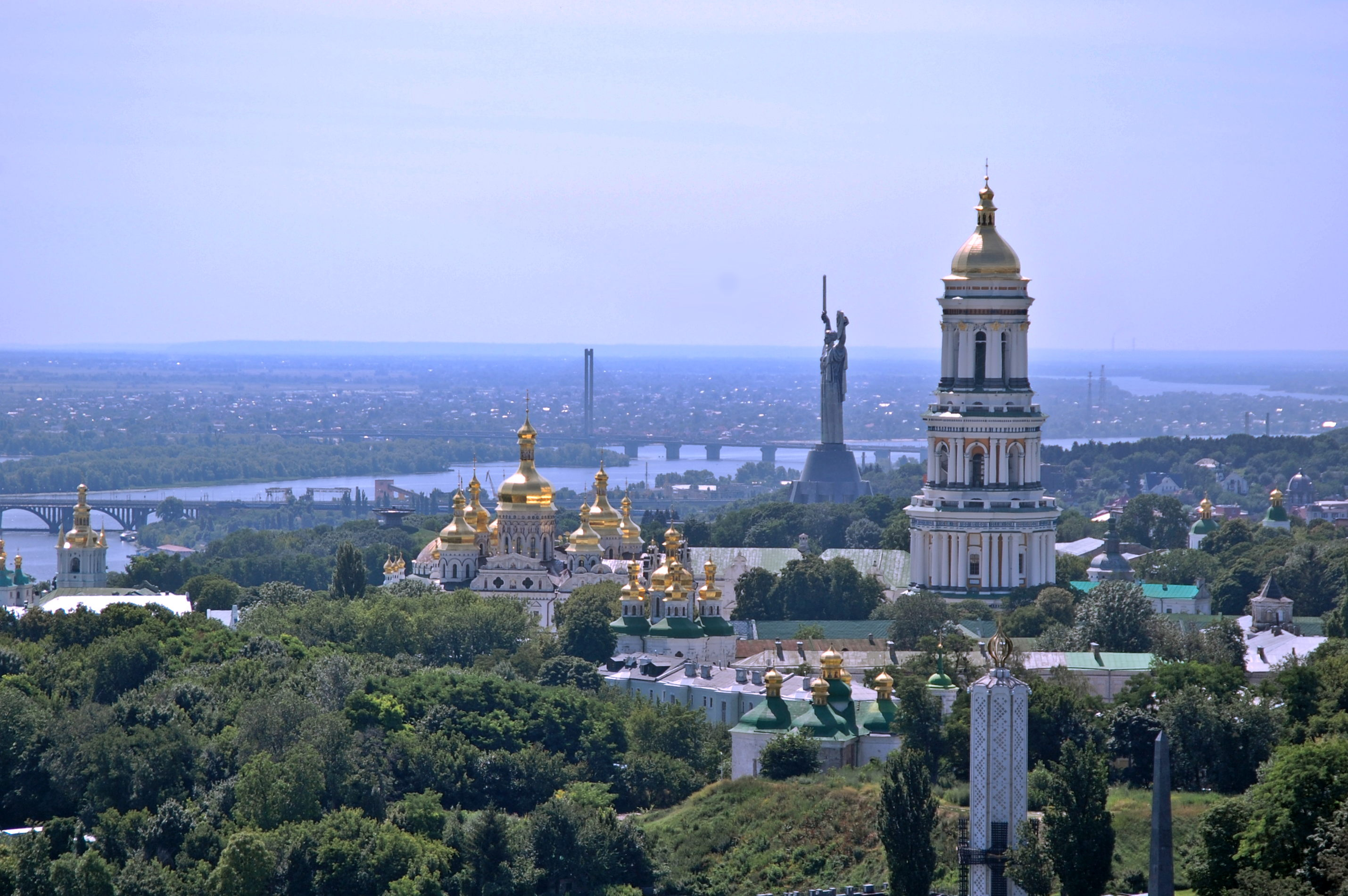
Jedna z dominant Kyjeva
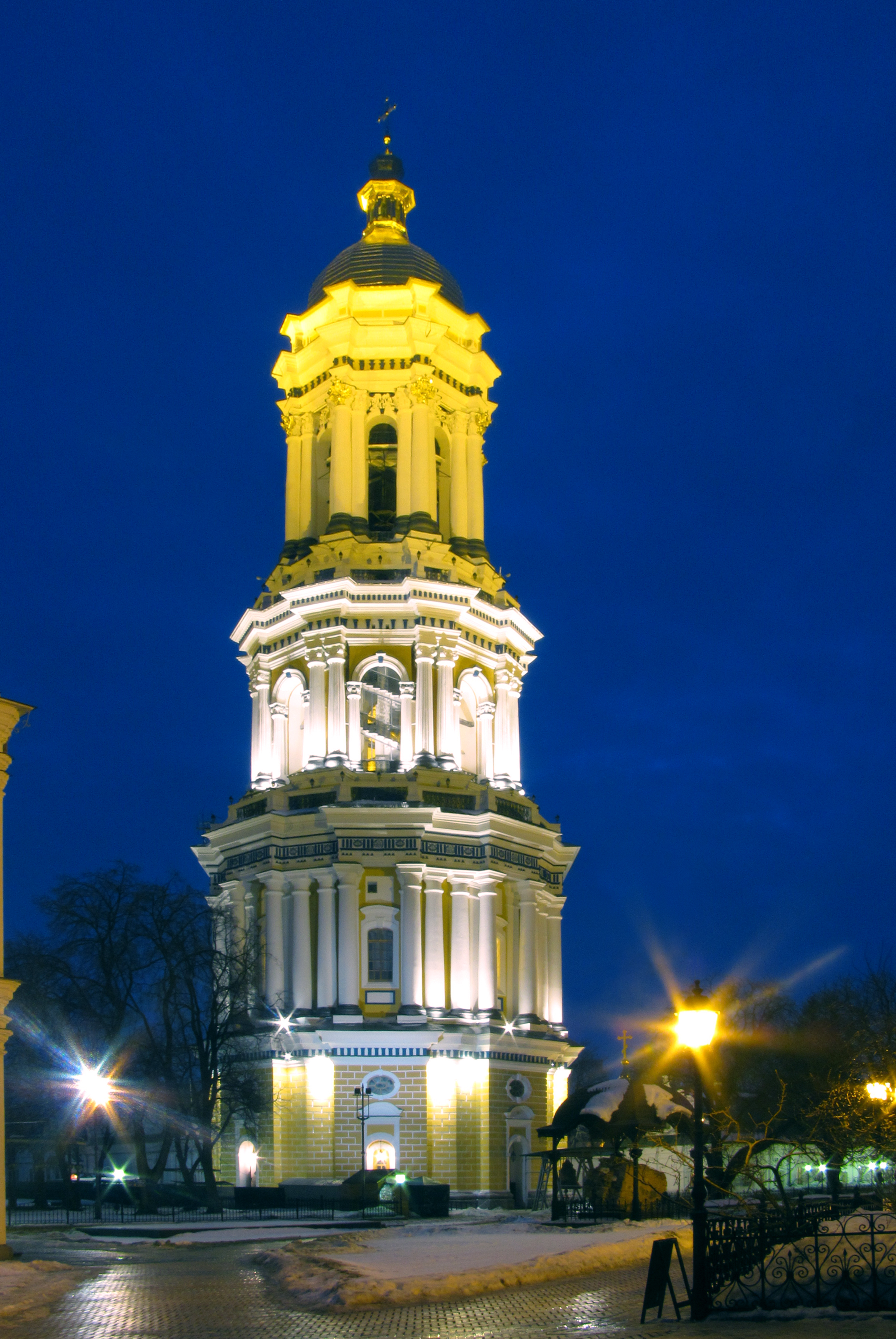
Nasvícená věž pod rouškou tmy
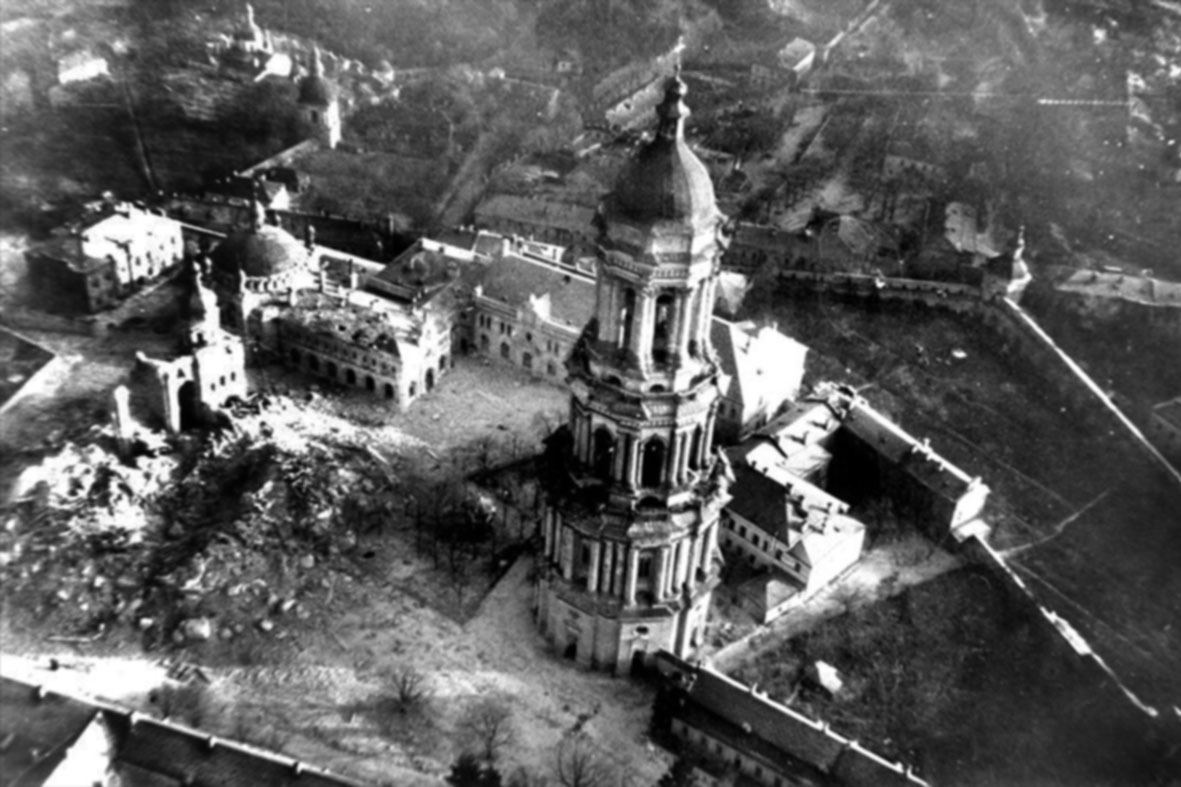
Po výbuchu v roce 1941 (snímek z roku 1942)